# Vakondformák
A vakondformák (Talpinae) az emlősök (Mammalia) osztályának Eulipotyphla rendjébe, ezen belül a vakondfélék (Talpidae) családjába tartozó alcsalád.
Az ide tartozó fajok közismert összefoglaló elnevezése a vakond vagy régiesebb néven vakondok (többes szám: vakondokok).

## Rendszerezés
Az alcsaládba 5 nemzetség, 10 nem és 35 élő faj tartozik:
- pézsmacickányok (Desmanini) Thomas, 1912  – 2 élő nem
  - Desmana Güldenstädt, 1777
  - Galemys Kaup, 1829
- Neurotrichini Hutterer, 2005 – 1 élő nem és 1 fosszilis nem
  - Neurotrichus Günther, 1880
  - †Quyania Hutterer, 2005
- Scaptonychini Van Valen, 1967 – 1 élő nem
  - Scaptonyx (Milne-Edwards, 1872)
- valódi vakondok (Talpini) Fischer de Waldheim, 1814 – 5 élő nem
  - Euroscaptor Miller, 1940
  - Mogera Pomel, 1848
  - Parascaptor Gill, 1875
  - Scaptochirus (H. Milne-Edwards, 1867)
  - vakond (Talpa) Linnaeus, 1758
- japán cickányvakondok (Urotrichini) Dobson, 1883 – 2 élő nem

## Evolúció
A Talpa nembe tartozó fajok ősmaradványainak egész sora került már eddig napfényre Franciaország és Németország miocén-rétegeiből. A felső eocénből pedig egy kevésbé kiszélesedett karcsonttal jellemzett nem, a Protalpa került elő.